# サカタザメ科
サカタザメ科（学名：Rhinobatidae）は、シャベルノーズギターフィッシュ、コモンギターフィッシュ等を含むノコギリエイ目の下位分類群の一つ。 
オーストラリアとニュージーランドでは一般的にショベルノーズレイまたはショベルノーズシャークと呼ばれる。

## 形態
サメとエイの中間のような体型をしており、尾部は発達し2基の背鰭があるためサメのようで、体盤はエイのように縦扁し、三角形かギターのような形である。

## 生態
卵胎生であり、母親の体内で孵化して成長する。泥や砂の中の無脊椎動物や小魚を捕食する。海岸近くや河口に生息し、淡水に進出する種もいる。

## 分類
現在ミナミサカタザメ科、シノノメサカタザメ科、Trygonorrhinidaeに分類されている種は、かつて本科に分類されていた事がある。本科には現在3属が分類されており、3属の化石種も知られる。

## 下位分類
3属が分類されている。かつては全種がサカタザメ属に含まれていた。
- Acroteriobatus Giltay, 1928 インド洋北西部とアフリカ南部の10種。サカタザメ属から独立した[10]。
  - Acroteriobatus andysabini Weigmann, Ebert & Séret, 2021 (Malagasy blue-spotted guitarfish) マダガスカル近海の固有種。全長は100 cmを超え、鰭には多数の青色斑点が散らばる[12]。
  - Acroteriobatus annulatus (J. P. Müller & Henle, 1841) (Lesser guitarfish) アンゴラ、ナミビア、南アフリカ共和国の沿岸から河口に生息。全長は140 cmで、暗色の斑点が散らばる。
  - Acroteriobatus blochii (J. P. Müller & Henle, 1841) (Bluntnose guitarfish) ナミビア、南アフリカの沿岸に生息する希少な種。全長は100 cm近くに達し、体色は一様に茶色で模様は無い。
  - Acroteriobatus leucospilus (Norman, 1926) (Grayspotted guitarfish) マダガスカル、南アフリカ共和国、モザンビークの海岸に生息。全長は96 cmに達し、体盤縁に青色の斑点が並ぶ[12]。
  - Acroteriobatus ocellatus (Norman, 1926) (Speckled guitarfish) モザンビークから南アフリカ共和国の沖に生息。全長は80 cm程で、茶色の体に多数の青灰色の輪が散らばる。
  - Acroteriobatus omanensis Last, Hendeson & Naylor, 2016 (Oman guitarfish) オマーン湾、アラビア海に分布し、マスカットで水揚げされた個体を元に新種記載された。生態はよく分かっていない。全長60 cmに達し、吻は細長く体には白斑が対称的に並ぶ[13]。
  - Acroteriobatus salalah (J. E. Randall & Compagno, 1995) (Salalah guitarfish) オマーン、パキスタン沖、水深100 m以浅の砂地に生息。全長は78 cmに達し、明るい褐色の体に青白い斑点が散らばる[14]。
  - Acroteriobatus stehmanni Weigmann, Ebert & Séret, 2021 (Socotra blue-spotted guitarfish) ソコトラ諸島沖の固有種。全長は62 cmで、青灰色の斑点は吻先と体中央、鰭後方のみにあり、大きな暗褐色の斑点が入る[12]。
  - Acroteriobatus variegatus (Nair & Lal Mohan, 1973) (Stripenose guitarfish) インドとスリランカの沿岸に生息。全長60 cm程度で、体色は薄黄色で体盤縁に青灰色の斑点がある。
  - Acroteriobatus zanzibarensis (Norman, 1926) (Zanzibar guitarfish) ザンジバル周辺の大陸棚に生息。全長は最大75 cm。

- †Eorhinobatos Marramà et al., 2021[11]
  - †Eorhinobatos primaevus (De Zigno, 1874)

- Pseudobatos Last, Seret, and Naylor, 2016 アメリカ大陸沿岸の9種。サカタザメ属から独立した[10]。
  - Pseudobatos buthi K.M. Rutledge, 2019 (Spadenose guitarfish) カリフォルニア湾の浅瀬に生息。全長は70 cm近くに達し、模様は無い[15]。
  - Pseudobatos glaucostigmus (D. S. Jordan & C. H. Gilbert, 1883) (Speckled guitarfish) カリフォルニア湾からエクアドルまでの河口や沿岸に生息。全長は90 cm近くに達し、頭部に白斑が対称的に並ぶ。
  - Pseudobatos horkelii (J. P. Müller & Henle, 1841) (Brazilian guitarfish) ブラジルサカタザメ
  - Pseudobatos lentiginosus (Garman, 1880) (Atlantic guitarfish) アトランティックギターフィッシュ
  - Pseudobatos leucorhynchus (Günther, 1867) (Whitesnout guitarfish) メキシコからエクアドル、ガラパゴス諸島の沿岸に生息。体は茶色で対称的に白斑が入り、吻は半透明で青白く見える。
  - Pseudobatos percellens (Walbaum, 1792) (Chola guitarfish) ボタンサカタザメ
  - Pseudobatos planiceps (Garman, 1880) (Pacific guitarfish) メキシコ湾からチリの沿岸に生息。全長114 cmで、小さな白点と黒斑が散らばる。
  - Pseudobatos prahli (Acero P & Franke, 1995) (Gorgona guitarfish) メキシコからペルー、コスタリカのサンゴ礁、岩場に生息。全長90 cmで、茶色の体に小さな白点が散らばる。
  - Pseudobatos productus (Ayres, 1854) (Shovelnose guitarfish) シャベルノーズギターフィッシュ

- †Pseudorhinobatos Marramà et al., 2021[11]
  - †Pseudorhinobatos dezignii (Heckel, 1853)

- サカタザメ属 Rhinobatos H. F. Linck, 1790
  - Rhinobatos albomaculatus Norman, 1930 (white-spotted guitarfish)
  - Rhinobatos annandalei Norman, 1926 (Annandale's guitarfish)
  - Rhinobatos borneensis Last, Séret & Naylor, 2016 (Borneo guitarfish)[16]
  - Rhinobatos holcorhynchus Norman, 1922 (slender guitarfish)
  - Rhinobatos hynnicephalus J. Richardson, 1846 (Ringstreaked guitarfish)コモンサカタザメ
  - Rhinobatos irvinei Norman, 1931 (spineback guitarfish)
  - Rhinobatos jimbaranensis Last, W. T. White & Fahmi, 2006 (Jimbaran shovelnose ray)
  - Rhinobatos lionotus Norman, 1926 (smoothback guitarfish)
  - Rhinobatos nudidorsalis Last, Compagno & Nakaya, 2004 (Bareback shovelnose ray)
  - Rhinobatos penggali Last, W. T. White & Fahmi, 2006 (Indonesian shovelnose ray)
  - Rhinobatos punctifer Compagno & Randall, 1987 (spotted guitarfish)
  - Rhinobatos rhinobatos Linnaeus, 1758 (common guitarfish) コモンギターフィッシュ
  - Rhinobatos sainsburyi Last, 2004 (goldeneye shovelnose ray)
  - Rhinobatos schlegelii J. P. Müller & Henle, 1841 (brown guitarfish) サカタザメ
  - Rhinobatos whitei Last, Corrigan & Naylor, 2014 (Philippine guitarfish)